# Белоковыльный
Белоковы́льный — посёлок в Константиновском районе Ростовской области России.
Входит в Стычновское сельское поселение.

## Население
| 2010 |
| ---- |
| 70   |

## Улицы
В посёлке имеется одна улица: Лазоревая.